# Quintanilla de Onsoña
Quintanilla de Onsoña ist eine spanische Gemeinde im Nordwesten der Provinz Palencia. 2024 hatte die Gemeinde 180 Einwohner.